# Jüdischer Friedhof Altona

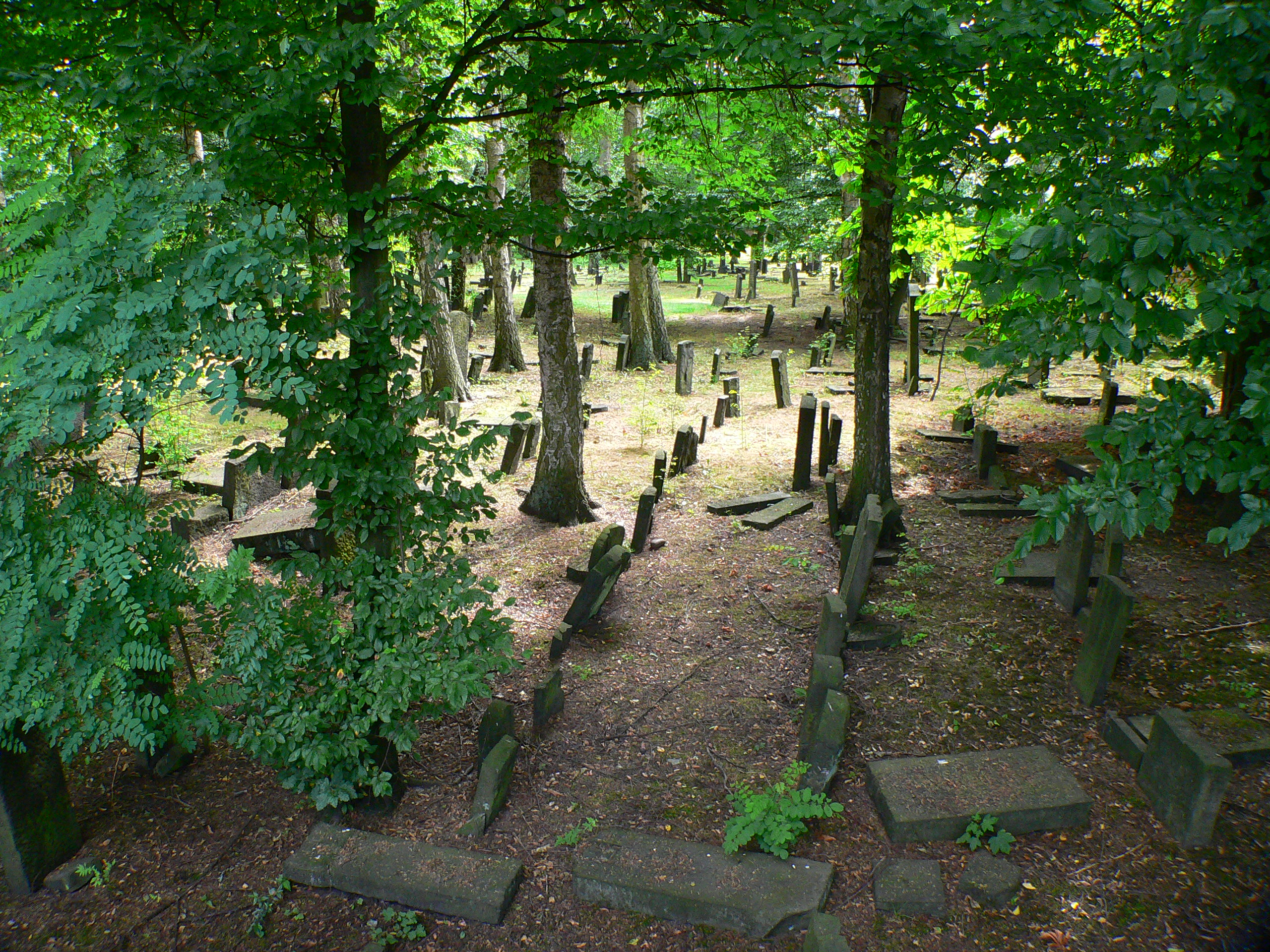
Jüdischer Friedhof Altona Eingang: Königstraße 10a

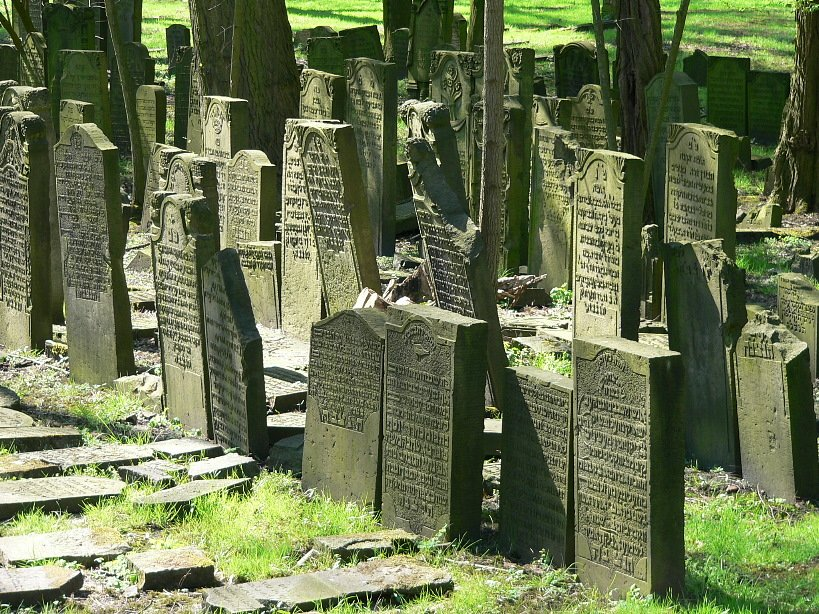
Aschkenasische Grabsteine

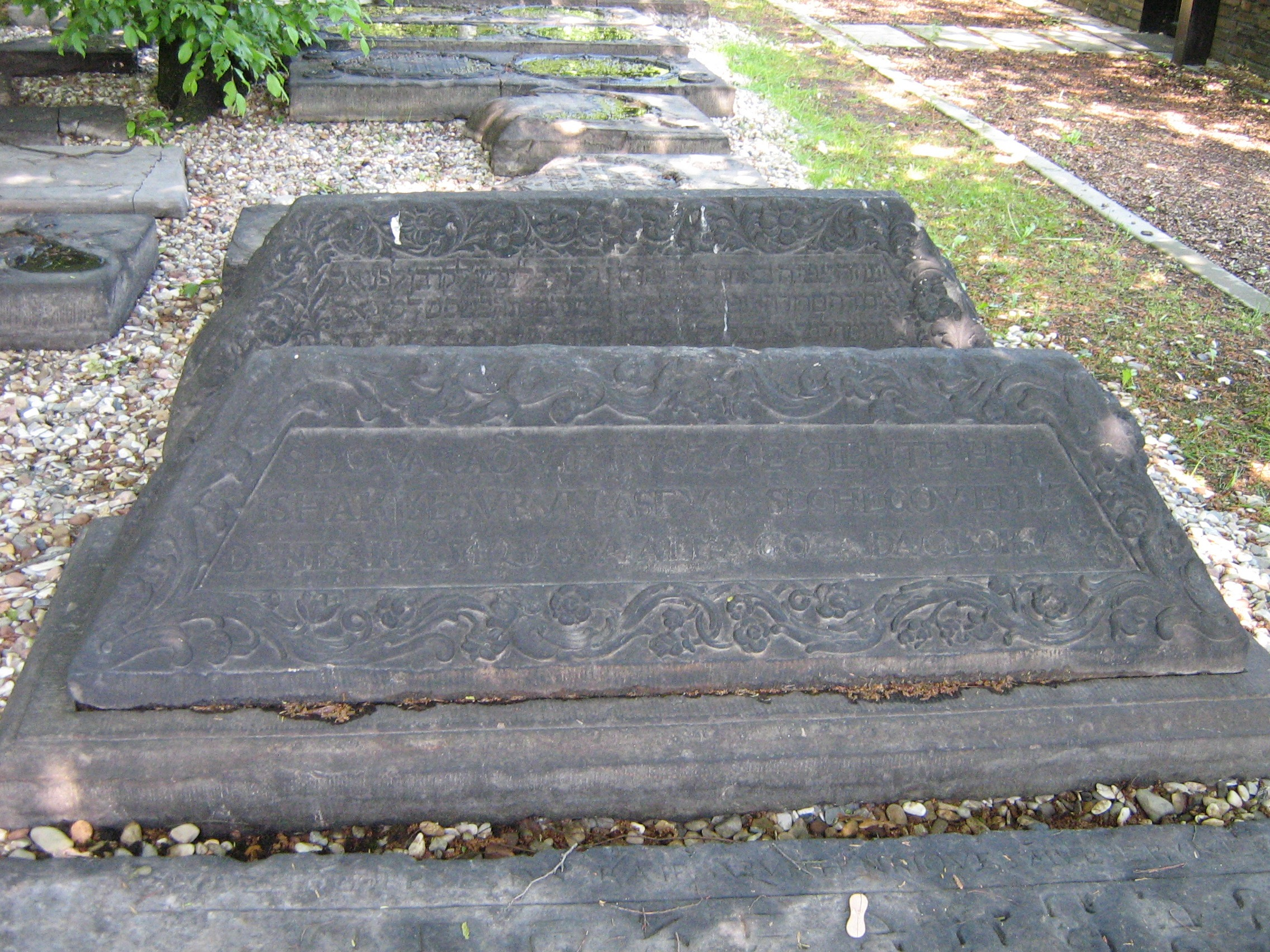
Sephardische Zeltgräber

Der Jüdische Friedhof Altona, auch Jüdischer Friedhof Königstraße oder, auf den sephardischen Teil des Friedhofs bezogen, Portugiesenfriedhof an der Königstraße, wurde 1611 angelegt und 1877 geschlossen. Er gilt wegen seiner Größe von 1,9 Hektar, seines Alters und der großen Zahl erhaltener Grabsteine (rund 7600 von 8474, die man bei der Schließung des Friedhofs 1869 gezählt hatte) als eines der bedeutendsten jüdischen Gräberfelder der Welt.
Hier wurden Mitglieder der jüdischen Gemeinden aus Altona und Hamburg beerdigt: Sepharden ursprünglich spanisch-portugiesischer Herkunft und Aschkenasim, mittel- und osteuropäische Juden.

## Geschichte
Am 31. Mai 1611 erwarben portugiesische Juden aus Hamburg ein Stück Land von Graf Ernst III. von Holstein-Schauenburg und Sterneberg auf dem Altonaer Heuberg als Friedhof. Die am 19. Februar 1612 vom Hamburger Senat verabschiedete Designatio Articulorum, darauf sich E. E. Rath mit der portugiesischen Nation verglichen und dieselben in Schutz und Schirm genommen, bezieht sich darauf unter Nr. 17: „Wollte auch die Nation ihre Todten nach Altonahe oder anderswo hinfahren lassen, soll derselben solches mit Vorwissen und Consens des worthaltenden Bürgermeisters erlaubt sein.“
Die Hochdeutsche Israeliten-Gemeinde zu Altona erwarb kurz darauf in unmittelbarer Nachbarschaft ihrerseits ein Begräbnisgelände. Beide Friedhöfe bilden heute den Jüdischen Friedhof Königstraße. Im Schutzbrief des Grafen vom 5. Mai 1612 wird dazu noch nichts gesagt. Die erste Beerdigung fand im Jahr 1616 statt. Im Generalprivileg des dänischen Königs Christian IV. vom 1. August 1641 heißt es dann, „daß sie eine synagoge haben, ihren Gottesdienst nach jüdischen ritibus darin üben, auch ihren kirchhoff, darein auf judische weiße ihre toten zu begraben, halten mugen.“ In den Jahren 1668, 1710, 1745 und 1806 wurde der aschkenasische Friedhofsteil erweitert und wuchs mehr und mehr mit dem Portugiesenfriedhof zusammen. Im „Hamburger Teil“ des aschkenasischen Friedhofs wurden zwischen 1812 und 1835 Juden aus Hamburg beerdigt.
Im 19. Jahrhundert wurde die Mehrheit der innerstädtischen Begräbnisplätze (Kirchhöfe) zugunsten von Stadtrandfriedhöfen aufgelöst, woran die Grabsteine erinnern, die am westlichen Ende der nahegelegenen Struenseestraße aufgestellt sind. Die jüdischen Friedhöfe an der Königstraße blieben jedoch auch nach ihrer 1869 behördlich angeordneten Schließung erhalten. Bestattungen fanden noch in Ausnahmefällen bis zum Jahre 1871 auf aschkenasischen Erbbegräbnissen statt, auf dem portugiesischen Teil noch bis 1877. Bei der Schließung des Friedhofs im Jahre 1869 befanden sich auf dem Portugiesenfriedhof 1806 Grabmale, auf dem aschkenasischen Friedhof im Altonaer Teil 6000 und im Hamburger Teil 668.

## Grabsteine

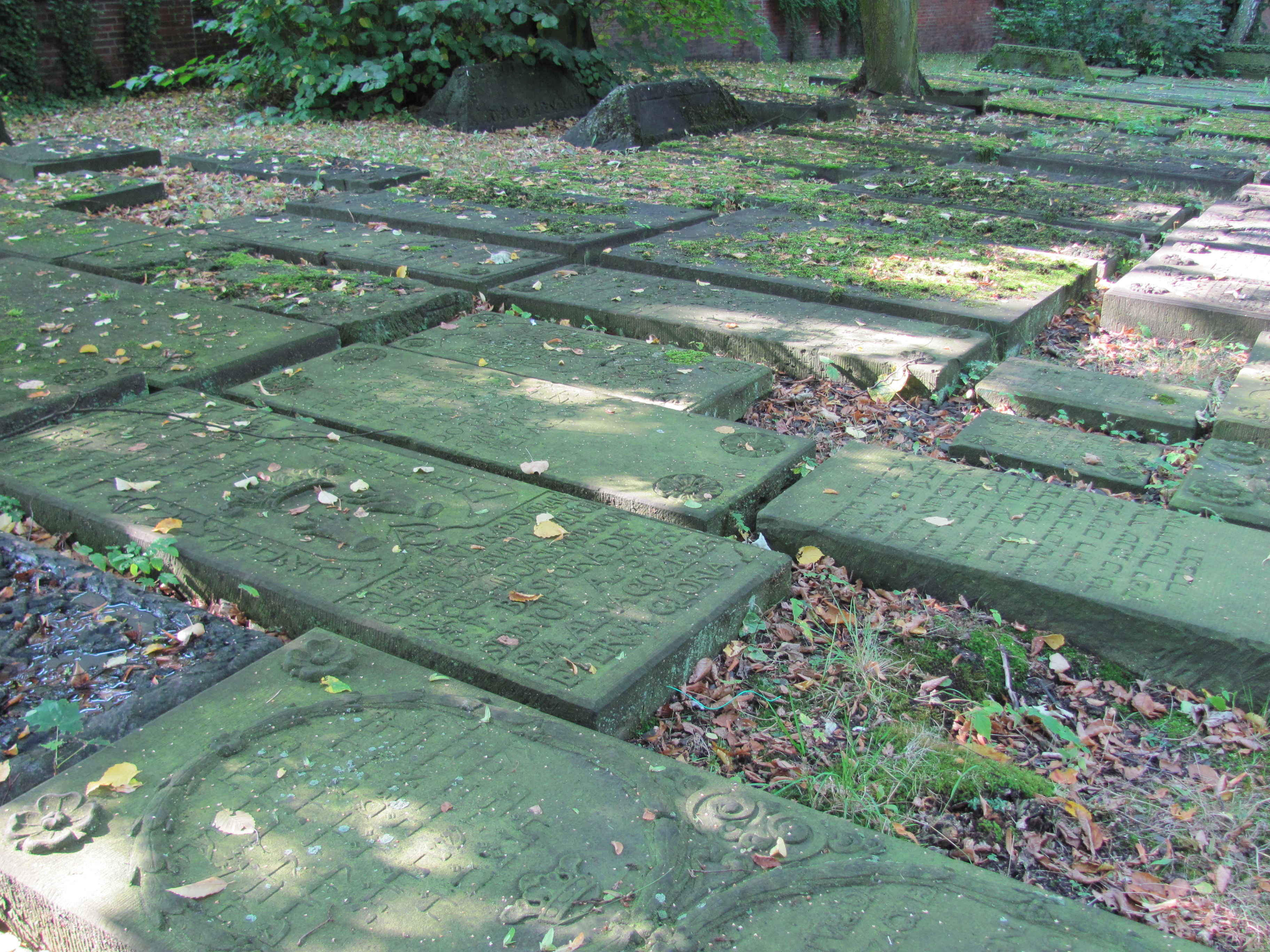
Im sephardischen Teil des jüdischen Friedhofs an der Königstraße in Hamburg-Altona

Nur eine Person wurde pro Grab beigesetzt. Die sephardischen Grabmale sind liegende Platten oder zeltförmige Steine. Auf den aufrecht stehenden aschkenasischen Grabsteinen sind oft ikonische Zeichen, wie beispielsweise Kanne, segnende Hände oder eine Hand mit einer Schreibfeder abgebildet. Die Grabmale sind aus Marmor, Kalkstein oder Sandstein. Etwa 200 wurden 1939 zerschlagen für einen noch heute bestehenden Sportplatz auf dem Friedhofsgelände. Zu weiteren Zerstörungen kam es durch Erschütterungen und umherfliegende Trümmerteile bei der Operation Gomorrha, Erschütterungen durch die unterirdisch verlaufende S-Bahn, Vandalismus und Diebstahl.

## Denkmal und Forschung
Seit 1960 steht der Friedhof unter Denkmalschutz.
Nachdem die rund 1600 komplett oder in Fragmenten erhaltenen sephardischen Grabinschriften bereits im Jahr 2000 von Michael Studemund-Halévy publiziert worden waren, erfasste das Salomon Ludwig Steinheim-Institut für deutsch-jüdische Geschichte, Duisburg, anschließend bis 2006 die 5936 aschkenasischen Grabinschriften und stellte sie mit Fotografien, Transkriptionen der hebräischen Originaltexte sowie Übersetzungen ins Deutsche ins Internet.

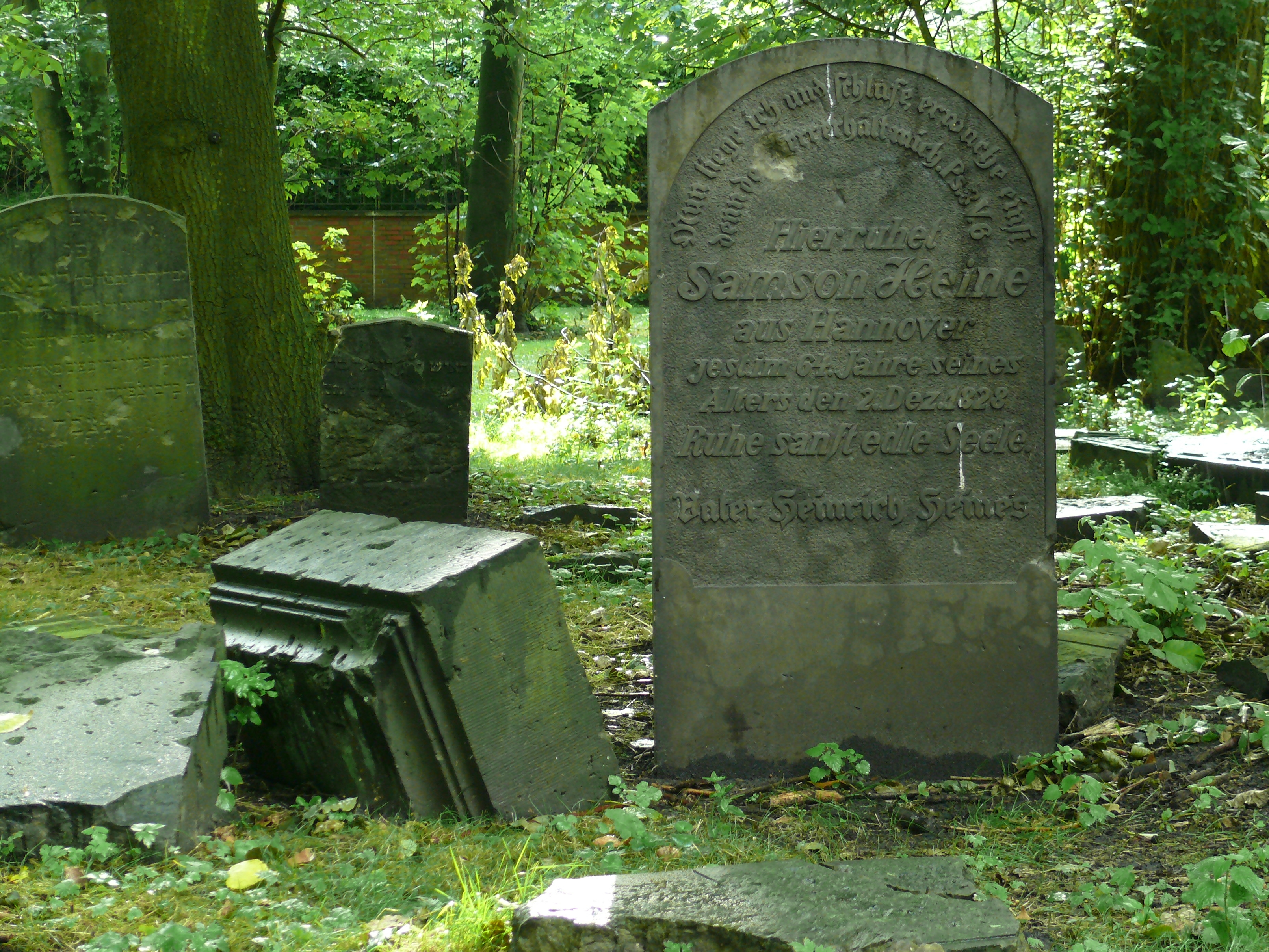
Hamburg Altona Jüdischer Friedhof; Grabstein des Vaters von Heinrich Heine

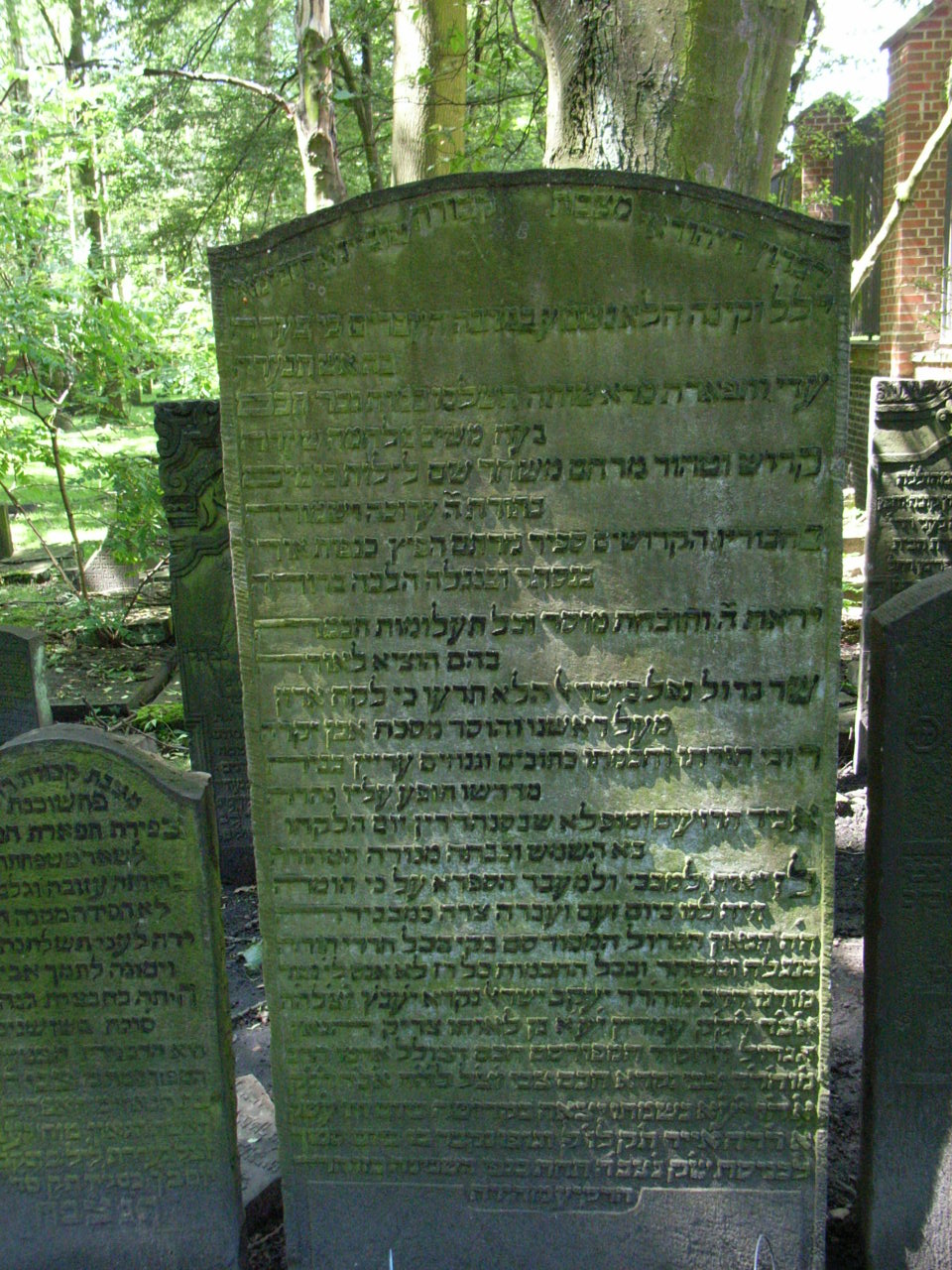
Grabstein des Jacob Emden (1776)

Neue Forschungen wurden 2013 durch den Judaisten Dan Bondy auch zum „Hamburger Teil“ begonnen, der nach der Bombardierung im Zweiten Weltkrieg für untergegangen gehalten wurde. Sie führten zur Wiederentdeckung zahlreicher Steine und Fragmente, deren Wiederaufrichtung und Restaurierung unter der Federführung des Denkmalschutzamtes, der Stiftung Denkmalpflege Hamburg und der Stattbau Hamburg nach Vorliegen der Erkenntnisse von Dan Bondy weitergehen soll. Aufgefunden wurde auch ein Grabstein für Samson Heine (1764–1828), den Vater Heinrich Heines, bei dem es sich nicht um das ursprüngliche Grabmal, sondern einen wohl erst nach der Schließung des Friedhofs 1869 von Verwandten oder Freunden des Dichters gesetzten repräsentativen Stein handelt. Darauf lässt die ausschließlich deutsche Inschrift und die Bezeichnung Samson Heines als „Vater Heinrich Heine's“ schließen, dem auf diese Weise ebenfalls gedacht werden konnte, obwohl er zum Christentum übergetreten war.
Der nur noch in Fragmenten erhaltene Grabstein der Fromet Mendelssohn (1737–1812), Witwe Moses Mendelssohns, war schon 2009 mit Ergänzungen zusammengefügt wieder aufgerichtet worden, derjenige ihres Vaters Abraham Gugenheim (1700–1766) liegt in Fragmenten vor. Erhalten haben sich auf dem Friedhof auch die Grabmäler der Rabbiner Jonathan Eybeschütz, Jacob Emden und Jakob Ettlinger.

## Eduard Duckesz Fellow
Der Jüdische Friedhof Altona ist einer von elf jüdischen Friedhöfen in Hamburg. Mit der Veröffentlichung Portugiesengräber auf deutscher Erde des Rabbiners Max Grunwald (Hamburg 1902) begann die systematische Erforschung dieses bedeutenden Friedhofs. Im Rahmen des von der Hermann Reemtsma Stiftung finanzierten Eduard-Duckesz-Fellowships wurde der Friedhof von der spanischen Filmemacherin Ainhoa Montoya Arteabaro 2013 Grabstein für Grabstein verfilmt und von dem Fotografen Jürgen Faust stammt die systematische Fotodokumentation. Auf der Grundlage der Epitaphien verfasste Michael Studemund-Halévy das umfassende Werk Biographisches Lexikon der Hamburger Sefarden (Hamburg 2000). Zusammen mit der Historikerin Gaby Zürn erarbeitete er eine gründliche Geschichte des Friedhofs (Zerstört die Erinnerung nicht. Der Jüdische Friedhof Königstrasse in Hamburg. 3. Auflage, Hamburg 2010). Die jüdischen Symbole werden seit 2010 von Michael Studemund-Halévy in Verbindung mit den sefardischen Friedhöfen der Karibik erforscht. Die neue Datenbank SEFARDAT wird die relevanten Daten alle sefardischen und aschkenasischen Gräber Hamburgs verzeichnen. Michael Studemund-Halévy stiftete einen Stolperstein und ein Porträt (Künstler: Otto Quirin) für den am 6. März 1944 in Auschwitz ermordeten Rabbiner Eduard Duckesz sowie über 1000 Bücher für die Eduard-Duckesz-Bibliothek.

## Besucherzentrum
Das Besucherzentrum „Eduard-Duckesz-Haus“ mit Vortragsraum, Bibliothek und Arbeitsraum sowie Sanitärräumen am Eingang des Friedhofs wurde im November 2007 eingeweiht. Seitdem kann der Friedhof besucht werden. In der Online-Datenbank des Salomon Ludwig Steinheim-Instituts können 6072 aschkenasische Grabinschriften im Bild, im hebräischen Text und in kommentierter deutscher Übersetzung angesehen werden.

## Bewerbung als UNESCO-Welterbe
Am 12. Juni 2014 beschloss die Kultusministerkonferenz (KMK), den Friedhof an zweiter Stelle der Kategorie 1 – außergewöhnlicher universeller Wert und einer bislang unterrepräsentierten Kategorie angehörend – auf die sogenannte Tentativliste der Stätten zu setzen, die ab 2016 von Deutschland für eine Einschreibung in die UNESCO-Welterbeliste nominiert werden sollen. Die Bewerbung sollte ursprünglich als „internationale serielle Nominierung“ mit der Republik Suriname erfolgen, die bereits 1998 die jüdische Ansiedlung Jodensavanne und den dortigen Friedhof Cassipora auf die Tentativliste gesetzt hat. Eine mögliche Kooperation mit dem Friedhof Beth Haim (Ouderkerk aan de Amstel) für eine serielle Bewerbung kam nicht zustande. Hamburg wird nach einem Beschluss des Senats die Bewerbung allein einreichen. Mit einer Entscheidung ist frühestens Mitte 2018 zu rechnen. Wie im Januar 2018 bekannt wurde, wird Hamburg seinen Antrag zurückziehen und vielleicht zusammen mit Amsterdam und den Karibikinseln einen neuen Antrag stellen.

## Filme
- Jüdischer Friedhof Hamburg Altona Photografien von Andreas Engelmann bei youtube
- בית העלמין היהודי בהמבורג Jüdischer Friedhof Altona, Hamburg Jewish Cemetery bei youtube